# Krimpen aan den IJssel
Krimpen aan den IJssel – miasto i gmina w Holandii, w prowincji Holandia Południowa. Miasto położone jest w zespole miejskim Rotterdamu, przy ujściu rzeki Hollandse IJssel do Nowej Mozy. Jego liczba ludności wynosi 28 855.